# Jennifer Holl
Jennifer Anne Holl (Stirling, 13 de septiembre de 1999) es una deportista británica que compite en ciclismo en las modalidades de pista y ruta. En los Juegos Europeos de Minsk 2019 obtuvo una medalla de plata en la prueba de persecución por equipos.

## Medallero internacional
| Juegos Europeos | Juegos Europeos      | Juegos Europeos  | Juegos Europeos         |
| Año             | Lugar                | Medalla          | Competición             |
| --------------- | -------------------- | ---------------- | ----------------------- |
| 2019            | Minsk ( Bielorrusia) | Medalla de plata | Persecución por equipos |